# Trachyopella microps
Trachyopella microps är en tvåvingeart som först beskrevs av Papp 1972.  Trachyopella microps ingår i släktet Trachyopella och familjen hoppflugor. Inga underarter finns listade i Catalogue of Life.